# Henry Larcom Abbot
Henry Larcom Abbot (1831-1927) fou un enginyer estatunidenc nascut a Beverly, Massachusetts. Va estudiar a West Point. Entre les seves tasques destaquen el reconeixement del delta del Mississipi (1861) amb el capità A.A. Humphreys, i la planificació del Canal de Panamà. Va participar en la Guerra de Secessió.